# 合戸孝二
合戸 孝二（ごうど こうじ、1961年4月1日 -  ）は、日本のボディビルダー、ジム経営者。静岡県出身。ニックネームは「狂気の男」。

## 経歴
20歳の時にジムに通い始める。だが当初は、トレーニング目的ではなく出会い目的でジムに入会した。それから、1年後に静岡県内で開催されたボディビルの大会を見て、本格的にボディビルに興味を持つようになる。
1999年、左の視界に黒い斑点が見えるようになり病院を受診したところ、眼底出血を起こしていることが判明する。原因は眼の栄養失調であり、治療する場合競技を続けることが難しいと分かるや、左目の視力を犠牲にした。
30代後半から成績を伸ばすようになり、2005年に44歳にして全日本ボディビル選手権優勝を果たす。2007年から2009年までは大会3連覇を果たした。
その後も、国内外の大会でコンスタントに好成績を残すようになり、日本でも屈指のボディビルダーとして知られている。また、60歳を超えても一般の部で大会に出場しており、現役のボディビルダーとして第一線で活躍を続けている。

## 2010年以降の成績
2010年、男子ボディビル選手権大会70kg級で6位。
2011年、ミスターアジア優勝。アーノルド・アマチュア選手権大会70kg級で4位入賞。
2016年、胸郭出口症候群のため、14年連続で出場した日本ボディビル選手権を欠場。
2017年、日本ボディビル選手権 4位。
2018年、日本ボディビル選手権 5位。
2019年、日本ボディビル選手権 6位。

## 人物
2022年現在、妻と共に静岡県藤枝市内でマッスルハウスGYMを経営している。また、日本ボディビル・フィットネス連盟では東海支部の理事を務めている。
大日本除虫菊「蚊がいなくなるスプレー」のCMに体の部分のみ出演している。なお、頭の部分は笹野高史。

## 著書
- 「執念 -覚悟に潜む狂気-」2018年1月 ベースボール・マガジン社刊[9]